# Erígio
Erígio (? — 328 a.C.) foi um dos generais de Alexandre, o Grande.
Quando Alexandre cruzou o Helesponto, Erígio era o comandante de uma força de seiscentos cavaleiros gregos. Segundo C. Bradford Welles, tradutor de Diodoro Sículo para a língua inglesa,[carece de fontes?] este dado está errado, e o comandante destas forças era Alexandre de Lincéstide.
Quando Satirbazanes retornou da Báctria com uma grande força de cavalaria para Areia, Alexandre enviou uma força sob o comando de Erígio e Stasanor para combatê-lo. Satirbazanes se distinguia por sua capacidade de general e por sua bravura, e houve várias escaramuças entre as tropas. Satirbazanes levantou suas mãos e tirou o elmo, para mostrar quem ele era, e desafiou qualquer general macedônio para um duelo; Erígio aceitou, e houve uma luta heroica entre os dois, na qual Erígio foi o vencedor. Vendo seu comandante morto, os iranianos se renderam.